# Antoine Vitez
Antoine Vitez, född 20 december 1930 i Paris, död där 30 april 1990, var en fransk teaterregissör, skådespelare och poet.

## Biografi
Antoine Vitez tog en examen i ryska vid l'École nationale des langues orientales och har översatt bland andra Anton Tjechov, Vladimir Majakovskij, Maksim Gorkij och Michail Sjolochov. Han debuterade som skådespelare 1949 på Théâtre Maubel i Paris. 1950 lämnade han Conservatoire national supérieur d'art dramatique (CNSAD) i Paris utan någon examen. Han anslöt sig på 1950-talet till Parti communiste français men lämnade partiet på grund av Sovjetunionens invasion i Afghanistan 1979. 1960-1962 var han privatsekreterare åt Louis Aragon när denne skrev ett verk om Sovjetunionens historia. Under början av 1960-talet studerade han för skådespelerskan Tania Balachova, skrev teaterkritik i tidskriften Théâtre populaire, gjorde inläsningar för radio och dubbade filmer. 1966 debuterade han som regissör med en framgångsrik uppsättning av Sofokles Elektra på teatern Maison de la Culture de Caen. Samma år började han undervisa hos Jacques Lecoq och 1968 blev han lärare på samma teaterutbildning som han lämnat 1950. 1972 grundade han Théâtre des Quartiers d'Ivry i Paris samt workshopen Ateliers d'Ivry som var en mötesplats för professionella och amatörer. I Ivry gjorde han bland annat en uppmärksammad svit Molière-uppsättningar. Han gav ut två diktsamlingar, en 1976 och en 1981. Samma år blev han chef för Théâtre national de Chaillot i Paris som han omvandlade till en modern folkteater i Jean Vilars anda. Där stannade han tills han 1988 blev chef för Frankrikes nationalteater Comédie-Française. 1975 var en av hans uppsättningar för första gången inbjuden till Avignonfestivalen, vilket sedan hände ytterligare sex gånger, sista gången 1988 med Les Apprentis Sorciers (Trollkarlens lärlingar) av Lars Kleberg. Hans samlade skrifter om teater gavs postumt ut i fem volymer.